# Petra Schersing
Petra Schersing, z domu Müller (ur. 18 lipca 1965 w Quedlinburgu) – wschodnioniemiecka lekkoatletka specjalizująca się w długich biegach sprintersklich, dwukrotna medalistka olimpijska, dwukrotna medalistka mistrzostw świata, mistrzyni Europy zarówno w hali jak i na stadionie.
Żona sprintera Mathiasa Schersinga.

## Osiągnięcia
- srebrny medal Halowych Mistrzostw Europy w Lekkoatletyce (bieg na 400 metrów Madryt 1986)
- 2 medale Mistrzostwa Europy (Stuttgart 1986 – złoto w sztafecie  4 × 400 metrów oraz brąz na 400 metrów)
- 2 medale Mistrzostw Świata (Rzym 1987 – złoto w sztafecie 4 × 400 metrów oraz srebro na 400 metrów)
- złoto Halowych Mistrzostw Europy (bieg na 400 m Budapeszt 1988)
- 2 medale Igrzysk olimpijskich (Seul 1988, bieg na 400 m – srebro i sztafeta 4 × 400 m – brąz)
- 2 medale Mistrzostw Europy (Split 1990 – złoto w sztafecie 4 × 400 metrów oraz srebro na 400 metrów)

## Rekordy życiowe
- Bieg na 400 m - 49,30 – 1988
- Bieg na 400 m (hala) - 50,28 – 1988